# Halina Konopacka
Halina Konopacka (Leonarda Kazimiera Konopacka-Matuszewska-Szczerbińska) (n. 26 februarie 1900, Rawa Mazowiecka, voievodatul Łódź, Polonia – d. 28 ianuarie 1989, Daytona Beach, Florida, SUA) a fost o atletă poloneză. Ea a câștigat proba de aruncare a discului la Jocurile Olimpice de vară din 1928, învingând-o pe medaliata de argint americană Lillian Copeland, doborând propriul record mondial și devenind prima campioană olimpica poloneză. După ce s-a retras din atletism, a devenit scriitoare și poetă. Ea a emigrat în Statele Unite după al Doilea Război Mondial și a murit acolo.

## Biografie
Konopacka s-a născut în Rawa Mazowiecka (Polonia Congresului) și a crescut la Varșovia, unde s-a antrenat în călărie, înot și patinaj. Întreaga ei familie a jucat și tenis, inclusiv tatăl ei Jakub, sora Czesława și fratele Tadeusz. În timp ce studia la Facultatea de Filologie a Universității din Varșovia, ea s-a apucat și de schi și atletism, dar a abandonat curând sporturile de iarnă, deoarece facilitățile de antrenament erau prea departe de casa ei. În 1926 a stabilit primul record mondial la aruncarea discului, după doar câteva luni de antrenament, care a fost urmat de alte două recorduri în 1927 și 1928.
Konopacka avea pielea închisă la culoare și ochi căprui, datorită strămoșilor ei tătari din partea maternă. Ea a purtat întotdeauna o beretă roșie în timpul concurenței și a fost supranumită „Miss Olympia”. În 1928, s-a căsătorit cu Ignacy Matuszewski, care urma să devină în curând ministrul Trezoreriei, funcție în care a servit în cinci guverne consecutive ale Poloniei. S-a retras din atletism în 1931, dar a continuat să facă sport în mod recreațional, inclusiv schi, tenis și curse de mașini. Ea a continuat să fie listată ca una dintre cele mai bune jucătoare de tenis poloneze până în 1937. Ea a fost invitată de onoare atât la Jocurile Olimpice de iarnă, cât și la Jocurile Olimpice de vară din 1936, iar în 1938–1939, de asemenea, a fost membră a Comitetului Olimpic polonez. Fiind o femeie bine educată, vorbind fluent trei limbi străine, s-a ocupat și de scrierea de poezie. Ea a scris primul ei volum de poezii intitulat Któregoś dnia ( O zi ) în 1929, iar mai târziu și-a publicat versurile în revista literară a grupului Skamander, precum și în Wiadomości Literackie, prima publicație literară din perioada interbelică a Poloniei, câștigând recunoaștere printre scriitori consacrați ai vremii, cum ar fi Mieczysław Grydzewski, Kazimierz Wierzyński și Antoni Słonimski. Potrivit profesorului Anna Nasiłowska, lucrările lui Konopacka au fost apreciate pentru abordarea feministă a analizei relației dintre un bărbat și o femeie și pentru reminiscențele lor despre tinerețe și tratarea temei geloziei.
În septembrie 1939, la începutul celui de-al Doilea Război Mondial, ea și-a ajutat soțul, Ignacy Matuszewski, fostul ministru al Trezoreriei din guvernul polonez, să evacueze rezervele de aur ale Băncii Naționale a Poloniei în Franța pentru a ajuta la finanțarea guvernului polonez in exil. După ce Franța s-a predat Germaniei în iunie 1940, cuplul a emigrat în Statele Unite, ajungând acolo prin Spania, Portugalia și Brazilia în septembrie 1941. După ce soțul ei a murit brusc la New York, în 1946, ea a fondat o școală de schi lângă New York City, și-a încercat mâna la design de modă și a condus un magazin acolo. În 1949, s-a căsătorit cu George Szczerbiński, un jucător de tenis desăvârșit. După moartea celui de-al doilea soț, în 1959, s-a mutat în Florida, unde în 1960 a absolvit o facultate de artă, moment în care a devenit pictor, lucrând sub pseudonimul Helen George. Ea a pictat mai ales flori. Ea a murit la 28 ianuarie 1989, și la scurt timp după aceea a primit titlul postum cu Crucea de merit de argint de către guvernul polonez. Cenușa ei a fost depusă în mormântul părinților ei, la Cimitirul Bródno din Varșovia.

## Recunoaștere
La expoziția creată cu ocazia împlinirii a 100 de ani de la recâștigarea Independenței Poloniei și a Anului Drepturilor Femeii, precum și a Marii Uniri a României, Institutul Polonez din București a publicat povestea a 34 de femei remarcabile din cele două țări si o serie de filme de animație despre aceste poloneze și românce.

## Lucrări
- Któregoś dnia, Varșovia : Heliodor, 2008.ISBN: 9788360854242 ,OCLC 297820845
- Halina Konopacka; Maria Rotkiewicz, Wznosiłam świat miłością, Varșovia : Spółka Wydawnicza Heliodor, 1994, ISBN: 9788386338023, OCLC 749660642

## Legături externe
Materiale media legate de Halina Konopacka la Wikimedia Commons
- en Halina Konopacka la World Athletics
- en Halina Konopacka la Olympedia.org